# ولکوو
ولکوو (به لاتین: Velkovo) روستایی در بلغارستان است که در تریاونا واقع شده‌است.